# Exmilitary
Exmilitary, también conocido como Ex Military, es el mixtape debut del grupo de hip hop experimental Death Grips. Fue lanzado de forma gratuita el 25 de abril de 2011 a través del sitio web de la banda, thirdworlds.net

## Lanzamiento
El mixtape fue lanzado de forma gratuita el 25 de abril de 2011, a través del sitio web oficial del grupo, thirdworlds.net, y luego apareció en el sello neto Grindcore Karaoke. Fue lanzado simultáneamente a través de iTunes. La canción "Guillotine" fue lanzada a través de iTunes el 3 de agosto de 2011. "Guillotine" se ha convertido en una de las canciones más reconocidas de la banda, con más de catorce millones de visitas en YouTube en su video musical a la fecha. Otras pistas lanzadas como videos musicales incluyen "Known for it", "Culture Shock", "Lord of the Game", "Spread Eagle Cross the Block", "Takyon (Death Yon)" y "Beware". Según Andy Morin, la portada "[es una] fotografía que uno de nuestros miembros llevó en su billetera durante aproximadamente 10 años seguidos. Es un objeto de poder."  La foto finalmente se identificó como "Bearded Man at Oenpelli" (Hombre barbudo en Oenpelli), tomada por Douglass Baglin en 1968, para el libro The Dark Australians.
Posteriormente, el mixtape se lanzó exclusivamente a través del sitio web de la banda en formatos de vinilo, disco compacto y casete.

## Recepción de la crítica
El mixtape ha recibido elogios universales de la crítica. En Metacritic tiene una puntuación de 82 sobre 100 según las reseñas de 7 críticos.  En una crítica muy positiva, John Calvert de Drowned in Sound se centró en la mentalidad del personaje en torno al cual gira el álbum y cómo refleja la naturaleza interna del hombre, citando el lirismo y la producción de sonido como puntos focales en torno a este sonido y estilo. Nate Patrin de Pitchfork le dio a Exmilitary un 7.5, describiendo el mixtape como "una losa de hostilidad contundente" que evita ser un "desastre autoritario".

## Black Google
El 8 de septiembre de 2011, el grupo lanzó un video promocional para un próximo proyecto titulado Black Google. Más tarde se lanzó en el sitio web de la banda de forma gratuita y se reveló que tenía todos los instrumentales, samples y acapellas para que los fanáticos pudieran remezclar y usarlos. La portada de Black Google presenta una versión muy oscurecida de la portada de Exmilitary con la palabra "Exmilitary" reemplazada por "Black Google". Black Google, según la banda, es un "portal a la deconstrucción de Exmilitary".

## Listado de canciones
Todas las canciones escritas y compuestas por Death Grips. 
| N.º                   | Título                                      | Duración |  |
| 1.                    | «Beware»                                    | 5:53     |  |
| 2.                    | «Guillotine»                                | 3:43     |  |
| 3.                    | «Spread Eagle Cross the Block»              | 3:52     |  |
| 4.                    | «Lord of the Game» (featuring Mexican Girl) | 3:30     |  |
| 5.                    | «Takyon (Death Yon)»                        | 2:48     |  |
| 6.                    | «Cut Throat (Instrumental)»                 | 1:12     |  |
| 7.                    | «Klink»                                     | 3:22     |  |
| 8.                    | «Culture Shock»                             | 4:21     |  |
| 9.                    | «5D»                                        | 0:43     |  |
| 10.                   | «Thru the Walls»                            | 3:56     |  |
| 11.                   | «Known for It»                              | 4:13     |  |
| 12.                   | «I Want It I Need It (Death Heated)»        | 6:11     |  |
| 13.                   | «Blood Creepin»                             | 4:50     |  |
| Duración total: 48:28 |                                             |          |  |

### Créditos de samples
- "Beware" contiene extractos de la infame entrevista "I Make The Money Man" de Charles Manson, samples de "Up The Beach", escrita e interpretada por Jane's Addiction y samples de "God Is Watching You", interpretada por Dickie Burton.
- "Spread Eagle Cross the Block" contiene elementos de "Rumble", escrita por Link Wray y Milt Grant, e interpretada por Link Wray and His Men, y samples de "(You Gotta) Fight for Your Right (To Party!)" y "Girls", escrita e interpretada por Beastie Boys.
- "Lord of the Game" contiene samples de "The Ditty", interpretada por Blue Devils, un sample de "Brass Monkey", escrita e interpretada por Beastie Boys, y un sample vocal de "Fire", escrita e interpretada por The Crazy World of Arthur Brown .
- "Takyon (Death Yon)" contiene samples de "The Ditty", interpretada por Blue Devils, un sample de "Supertouch / Shitfit", escrita e interpretada por Bad Brains y un sample de "A Who Seh Me Dun", escrita e interpretada por Cutty Ranks .
- "Cut Throat (Instrumental)" contiene samples de "Move Somethin'", escrita e interpretada por 2 Live Crew y samples de "Death Grips (Next Grips)" escrita e interpretada por Death Grips.
- "Klink" contiene elementos de "Rise Above" escrita e interpretada por Black Flag y un sample de "Liar Liar", escrita e interpretada por The Castaways .
- "Culture Shock" contiene un sample de "The Superman (Alternative)", escrita e interpretada por David Bowie y samples de un traductor de texto a voz.
- "5D" contiene muestras de un traductor de texto a voz y muestras de "West End Girls", escrita e interpretada por Pet Shop Boys.
- "Thru The Walls" contiene elementos tomados de la película "Space Is the Place", un extracto de un video de YouTube "Mental Health Hotline", una sample de "Gettin' High In The Mornin'", escrita e interpretada por Ariel Pink y the Haunted Graffiti, y tomó los sonidos de un "Combine Soldier" del videojuego "Half-Life 2".
- "Known for It" contiene elementos tomados del cortometraje animado de 1986 "Quest: A Long Ray's Journey Into Light" y samples de "De Futura", escrita e interpretada por Magma .
- "I Want It I Need It (Death Heated)" contiene elementos de "Interstellar Overdrive" y "Astronomy Domine", ambos escritos e interpretados por Pink Floyd.

## Personal
- MC Ride – voz
- Zach Hill – baterías, percusión, producción
- Andy Morin – teclado, programación, producción